# Belgische gemeenteraadsverkiezingen 1907
De Belgische gemeenteraadsverkiezingen van 1907 vonden plaats op zondag 20 oktober 1907. De volgende verkiezingen vonden plaats op zondag 15 oktober 1911.
De gemeenteraden van alle 2.629 Belgische gemeenten werden gedeeltelijk verkozen. Het meerderheidsstelsel gold in geval van absolute meerderheid, zo niet gold de evenredige vertegenwoordiging. De raadsleden worden verkozen voor een termijn van 8 jaar en een vernieuwing van de helft van de gemeenteraden elke 4 jaar. Er gold meervoudig stemrecht voor Belgische mannelijke burgers vanaf 25 jaar.
In een aantal gemeenten vormden liberalen en socialisten een kartel tegen de katholieken (die op nationaal niveau de regering-De Trooz vormden).

## Uitslagen
In steden:
- In Antwerpen (15 van 31 te verkiezen) zijn 15 van de kartellijst verkozen.
- In Brugge zijn de katholieken verkozen met absolute meerderheid.
- In Brussel (15 van 31 te verkiezen) zijn 7 liberalen, 4 socialisten en 4 katholieken verkozen. Liberaal burgemeester Emile de Mot was niet in de te herverkiezen reeks.
- In Gent (15 van 31 te verkiezen) wonnen de liberalen zes zetels, de katholieken vijf en de socialisten vier. De liberalen wonnen daarmee één zetel op de socialisten.
  - 40.372 stemmen (761 ongeldige, 39.611 geldige): liberalen 15.236, katholieken 12.731, socialisten 10.604. Verkozenen zijn onder andere liberaal Charles Boddaert. Liberaal burgemeester Emile Braun was niet in de te herverkiezen reeks.
- In Luik (15 van 31 te verkiezen) zijn 6 liberalen, 4 katholieken en 5 socialisten verkozen.
- In Oostende brachten 6.019 kiezers 10.685 stemmen uit. De liberalen haalden de meeste stemmen.

In de meest recent gecreëerde gemeente Lesterny waren er slechts zeven kandidaten voor de zeven gemeenteraadszetels; deze waren zonder tegenkandidaten verkozen.
In heel wat West-Vlaamse gemeenten worden de katholieken zonder strijd herkozen. In Knokke is er een liberale overwinning: het katholiek bestuur verliest maar Theophiel D'hoore blijft burgemeester.